# Дворец Сарсуэла

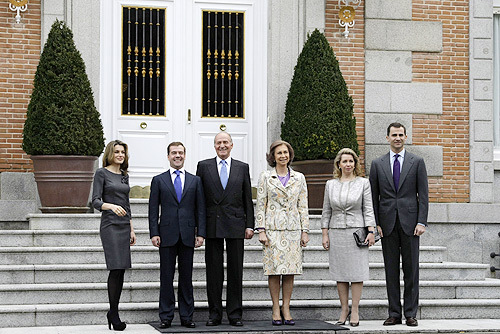
Визит Дмитрия Медведева в Испанию. На фото — дворец Сарсуэла

Дворец Сарсуэ́ла (исп. Palacio de la Zarzuela) — дворец и официальная резиденция короля и королевы Испании. Расположен в северо-западном пригороде Мадрида, на горе Монте-де-Эль-Пардо. Дворец Сарсуэла принадлежит Испании и управляется агентством Patrimonio Nacional.

## Название
Возможно, название указывает на обилие ежевики (по-испански zarza) в этой местности. Некоторые утверждают, что во дворце шли концерты сарсуэлы. Есть мнение, что дворец получил название от местности, в которой стоит — La Zarzuela.

## История строительства
В 1627 году король Филипп IV приказал построить здание в местности La Zarzuela. Время строительства было оценено в 8 лет. Архитектором дворца стал Хуан Гомес де Мора. Он сделал проект здания в стиле барокко. Дизайнером садов стал Гаспар Бандаль. Алонсо Карбонел спроектировал фонтаны, террасы и дендрарий. В XVIII веке Карлос IV украсил здание, чтобы оно соответствовало стилю того века и снабдил его богатой коллекцией часов.
Во время гражданской войны дворец был сильно повреждён. В 1958 году Диего Мендес перестроил дворец, сохраняя его интерьер и внешний вид. В 1990-х годах к главному зданию были пристроены два крыла.

## Интерьер дворца
Дворец Сарсуэла имеет три этажа. На первом этаже расположена кухня и кладовая. На втором находятся комнаты короля, его прислуги и гостей, личная библиотека. На третьем этаже — дополнительные спальни и кабинеты. Кресло короля — коричневое и кожаное. На столе и полках королевской комнаты — семейные фотографии.
Заседания проходят на втором этаже за столом в зале, украшенном картинами.